# Eva Hönick
Eva Hönick (* 24. Dezember 1909 in Berlin; † 15. Oktober 2002 in Stuttgart) war eine deutsche Schriftstellerin.

## Leben
Eva Hönick wurde 1909 in Berlin geboren, wuchs in Schlesien auf, studierte in Halle und Berlin Pädagogik. Sie arbeitete für kurze Zeit als Lehrerin in Berlin, heiratete während des Krieges und lebte von 1947 bis zu ihrem Tod 2002 in Stuttgart. Sie hat einen Sohn und eine Tochter.

## Werk
Eva Hönick schrieb überwiegend Gedichte, aber auch erzählende Prosa und Betrachtungen, die zahlreich in Zeitschriften, Anthologien und vom Rundfunk veröffentlicht wurden. Ihre Thematik umfasst Humoristisches und Nachdenkliches, hat einen starken Naturbezug und eine klare moralische und religiöse Komponente.
Auch nach ihrem Tod erscheinen weiterhin Gedichte von Eva Hönick in Zeitschriften. Die meisten ihrer Buchveröffentlichungen sind allerdings vergriffen.
Der schriftstellerische Nachlass wird von ihrem Sohn Götz Naleppa in Berlin verwaltet.

## Bücher
- Mensch sein.  1980
- Zwischen Spaten und Hängematte. 1982
- Ein Tropfen im Meer. 1986
- Klang und Schrei. 1987
- ... lach lieber! 1989
- mit Waltraud Nawratil (Ill.): Vom Zauber der Bäume. 2002